# 2011 en hockey sur glace
Cette page présente les éléments de hockey sur glace de l'année 2011, que ce soit d'un point de vue rencontres internationales ou championnats nationaux. Les grandes dates des différentes compétitions sont données ainsi que les décès de personnalités du hockey mondial.

## Amérique du Nord

### Ligue nationale de hockey
- 15 juin : les Bruins de Boston remportent la Coupe Stanley en défaisant en sept rencontres les Canucks de Vancouver.
- 21 juin : les Trashers d'Atlanta déménagent à Winnipeg pour devenir les Jets de Winnipeg.

### Ligue américaine de hockey
- Les Senators de Binghamton remportent la Coupe Calder en défaisant en six rencontres les Aeros de Houston.

### ECHL
- Les Aces de l'Alaska remportent la Coupe Kelly en défaisant en cinq rencontres les Wings de Kalamazoo.

### Ligue canadienne de hockey
- Les Sea Dogs de Saint-Jean remportent la Coupe du président en battant en six rencontres l'Olympiques de Gatineau.

- L'Attack d'Owen Sound remporte la coupe J.-Ross-Robertson en défaisant en sept rencontres les St. Michael's Majors de Mississauga.

- Le Ice de Kootenay remporte la Coupe Ed Chynoweth en défaisant en cinq rencontres les Winter Hawks de Portland.

- 29 mai : Les Sea Dogs de Saint John remportent la Coupe Memorial en défaisant l'équipe hôte du tournoi, les St. Michael's Majors de Mississauga.

## Europe

### Coupe continentale
- 16 janvier 2011 : le club biélorusse du HK Iounost Minsk remporte à domicile la coupe continentale, la deuxième du club.

- 28 février 2011 : l'Ilves Tampere remporte la Coupe d'Europe féminine des clubs champions à Lugano en Suisse, la première pour un club finlandais.

### Allemagne
- Vainqueur de la DEL : Eisbären Berlin.

### Autriche
14 avril 2011 : Vainqueur de l'EBEL : EC Red Bull Salzbourg.

### Biélorussie
- Vainqueur de l'Ekstraliga : HK Iounost Minsk.

### Danemark
Vainqueur de la AL-Bank ligaen : Herning Blue Fox.

### Espagne
- Vainqueur de la Liga Nacional : Club Hielo Jaca.

### Finlande
Vainqueur de la SM-Liiga : HIFK

### France
Vainqueur de la Ligue Magnus : Rouen.
- 30 janvier : vainqueur de la Coupe de France : Rouen.

- 10 septembre : vainqueur du Match des Champions : Brûleurs de loups de Grenoble.

- 28 décembre : vainqueur de la Coupe de la Ligue : Diables rouges de Briançon.

### Hongrie
Vainqueur du Championnat de Hongrie : Alba Volán Székesfehérvár.

### Italie
Vainqueur de la Serie A : Asiago HC.

### Norvège
Vainqueur de la GET-ligaen : Sparta Warriors.

### République tchèque
Vainqueur de l'Extraliga : HC Oceláři Třinec.

### Royaume-Uni
- Vainqueur de l'EIHL : Sheffield Steelers.

### Russie/KHL
16 avril 2011 : Vainqueur de la Coupe Gagarine : Salavat Ioulaïev Oufa.

### Slovaquie
Vainqueur de l'Extraliga : HC Košice.

### Slovénie
Vainqueur du championnat de Slovénie : HK Jesenice.

### Suède
14 avril 2011 : Vainqueur de l'Elitserien : Färjestads BK.

### Suisse
Vainqueur de la LNA : HC Davos.

## Compétitions internationales

### Championnat du monde
- Le 15 mai 2011, le championnat du monde est remporté par la Finlande.

### Championnat du monde junior
- Le championnat du monde junior 2011 a été remporté par la Russie.

### Championnat du monde féminin
Le championnat du monde féminin 2011 est remporté par les États-Unis.

### Autres
- Du 27 janvier au 6 février : Universiade d'hiver 2011.
- Du 30 janvier au 6 février : Jeux asiatiques d'hiver de 2011.

## Autres

### Fins de carrière
- Le 14 février 2011 : Peter Forsberg.
- Le 19 mars 2011 : Roland Ramoser.
- Le 29 mars 2011 : Jesper Damgaard.
- Le 6 avril 2011 : Ivo Jan.
- Le 18 avril 2011 : Sergueï Zoubov.
- Le 19 mai 2011 : Fredrik Modin.
- Le 25 mai 2011 : Brian Rafalski.
- Le 26 mai 2011 : Doug Weight.
- Le 29 juin 2011 : Paul Kariya.
- Le 19 juillet 2011 : Chris Osgood.
- Le 20 juillet 2011 : Patrick Lalime.
- Le 22 juillet 2011 : Sergueï Joukov.
- Le 25 juillet 2011 : Kris Draper.
- Le 10 août 2011 : Nils Ekman.
- Le 19 août 2011 : Chris Drury.
- Le 11 octobre 2011 : Petri Pakaslahti.
- Le 21 décembre 2011 : Per Svartvadet.

### Décès
- Le 6 janvier 2011 décès de Tom Cavanagh [1].
- Le 25 janvier 2011, mort d'Arto Javanainen [2].
- Le 9 mars 2011, mort de Bertil Karlsson [3]
- Le 13 mars 2011, mort de Rick Martin [4]
- Le 13 mai 2011, mort de Derek Boogaard [5]
- Le 24 mai 2011, mort de Barry Potomski [6]
- Le 11 juillet 2011, mort de Jaroslav Jiřík [7].
- Le 26 juillet 2011, mort de Jürg Jäggi [8].
- Le 10 août 2011, mort de Oldřich Macháč [9].
- Le 15 août 2011, mort de Rick Rypien [10].
- Le 31 août 2011, mort de Wade Belak [11]
- 7 septembre 2011 :  mort des entraîneurs : Brad McCrimmon, Aleksandr Karpovtsev et Igor Koroliov et des joueurs Guennadi Tchourilov, Josef Vašíček, Karel Rachůnek, Pavol Demitra, Rouslan Saleï, Aleksandr Vassiounov, Nikita Klioukine, Kārlis Skrastiņš, Robert Dietrich, Marat Kalimouline, Vitali Anikeïenko, Aleksandr Kalianine, Stefan Liv, Jan Marek, Sergueï Ostaptchouk, Mikhaïl Balandine, Daniil Sobtchenko, Ivan Tkatchenko, Iouri Ourytchev, Aleksandr Vioukhine, Maksim Chouvalov, Artiom Iartchouk, Andreï Kirioukhine, Pavel Trakhanov, Pavel Snournitsyne ainsi que la plupart du personnel de l'équipe[12].
- 12 septembre 2011 : mort d'Aleksandr Galimov, un des deux rescapés de l'accident d'avion.
- 16 septembre 2011 : mort de Roger Bélanger.
- 27 septembre 2011 : mort d'Anatoli Khorozov [13].
- 1er octobre 2011 : mort de Sven Tumba [14].
- 5 octobre 2011 : mort de Peter Jaks [15].
- 30 octobre 2011 : mort de Serge Aubry [16].
- 25 novembre 2011 : mort de Fred Etcher [17].
- 12 décembre 2011, mort de Heini Lohrer [18].
- 27 décembre 2011, mort de Johnny Wilson [19].